# Максимус (цирк-шапито)
«Максимус» — один из крупнейших в России цирков-шапито. Базируется в Санкт-Петербурге.

## История «Максимуса»
Основатель цирка-шапито «Максимус» — заслуженный работник культуры Российской Федерации В. С. Канбегов.
Название цирка происходит от латинского «Circus Maximus» (буквально «Большой цирк»).

## Программа

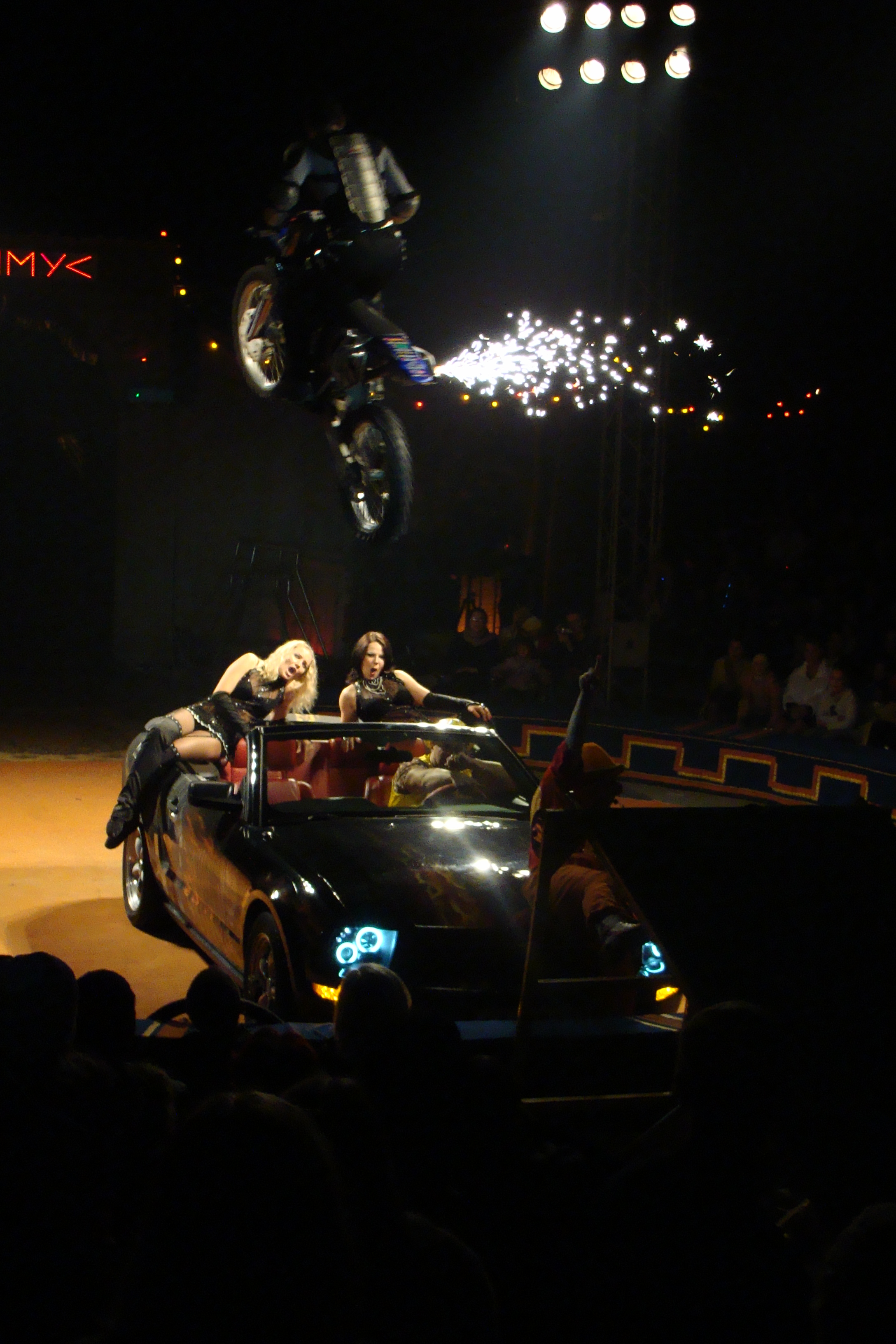
Байк-шоу «Максимуса»

В программе цирка уникальные аттракционы с хищными животными (крокодилами, удавами, питонами, группой африканских львов, а также тигролев). С хищниками работает обладатель почетного приза всемирного конкурса Золотой лев (проходил в Китае), заслуженный артист России В. В. Канбегов. Кроме этого в программе номера с дрессированными собачками, уникальное мото-шоу Ивана Короткова.
Выступление артистов сопровождает лазерное шоу, а премьера в каждом городе начинается с грандиозного фейерверка.
И хотя цирк живет за счёт выручки от проданных билетов, директору и коллективу цирка не чужды сострадание и благотворительность. Зачастую они приглашают на свои выступления детей, которые не в состоянии попасть в цирк «Максимус» за деньги. Так, например, в городе Северодвинске выступление артистов увидели воспитанники детского реабилитационного центра «Солнышко» и ягринской школы-интерната для детей-сирот, которые безвозмездно получили двести бесплатных билетов на представление «Максимуса».